# Reseda
Reseda (del latín resedo, curar) es un género de plantas con flor de la familia Resedaceae de las que existen hasta 70 especies, como la gualda, el gualdón y la gualdilla, y que están distribuidas en áreas templadas del hemisferio norte que abarcan desde las Islas Canarias y la región del Mediterráneo, hasta el subcontinente indio.

## Taxonomía
Reseda fue descrito por Carlos Linneo y publicado en Species Plantarum 1: 448–450, en el año 1753. La especie tipo es: Reseda lutea L.  

## Especies seleccionadas

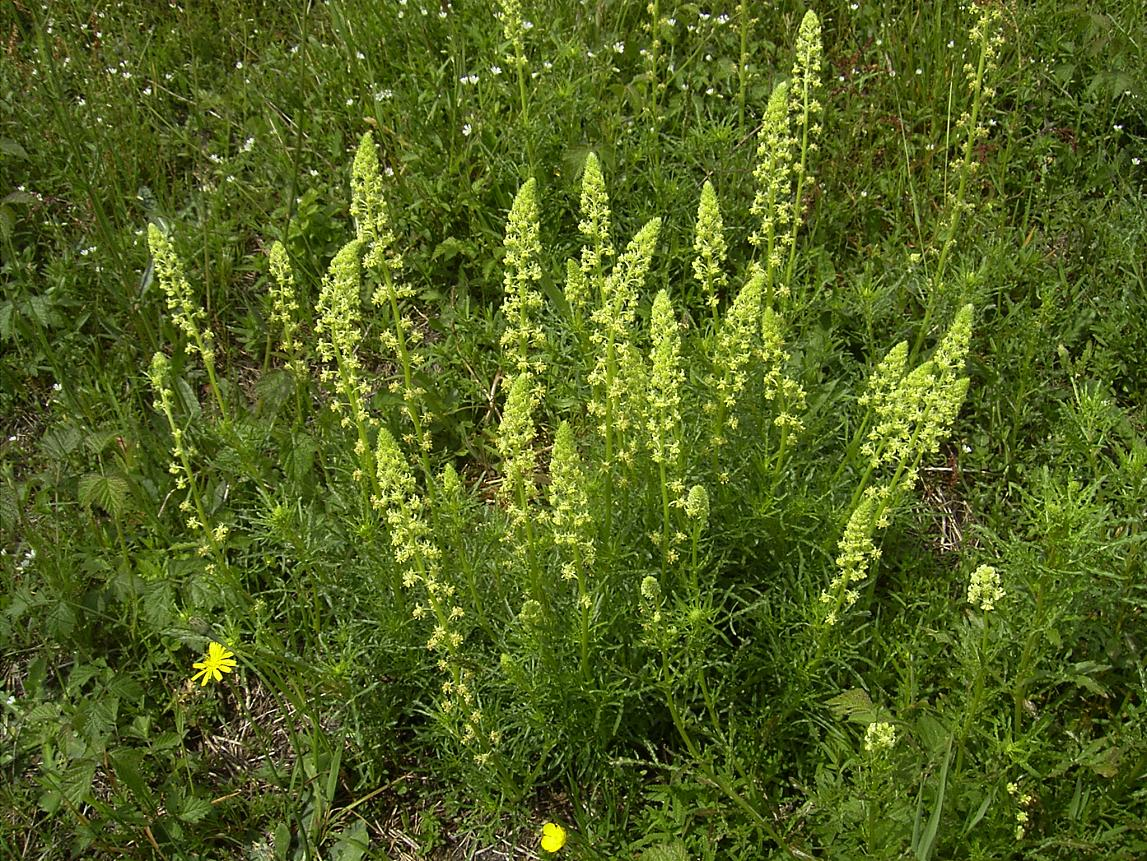
Reseda lutea

alrededor de 50-70 especies, entre las cuales:

Reseda alba 

Reseda complicata Bory - Planta endémica de Sierra Nevada en España.

Reseda gredensis - Gualdoncillo, endemismo de la Sierra de Gredos y de la Sierra de la Estrella

Reseda lutea

Reseda luteola-Gualda

Reseda odorata

Reseda phyteuma

Reseda scoparia-Gualdón de Canarias

Reseda suffruticosa Loefl.   Enturio, gualdón, endemismo de la península ibérica

Reseda virgata Boiss. & Reut.